# Meiglyptes
Meiglyptes là một chi chim trong họ Picidae.